# Wernigeroder Wappenbuch

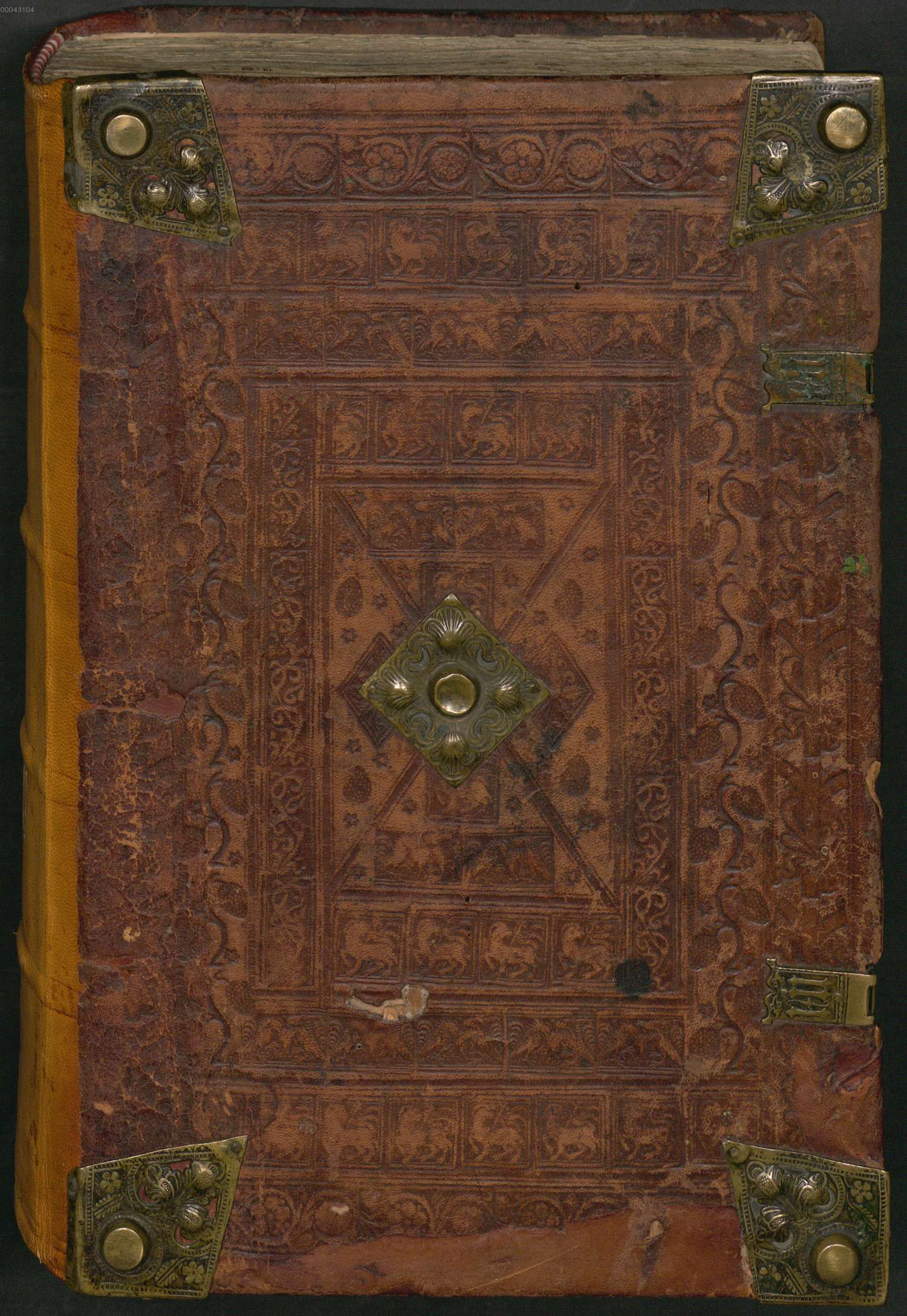
Deckel des Wernigeroder Wappenbuches

Das Wernigeroder Wappenbuch (auch Schaffhausensches Wappenbuch) ist ein erhaltenes süddeutsches Wappenbuch des späten 15. Jahrhunderts. Es ist heute im Besitz der Bayerischen Staatsbibliothek (Cod.icon. 308 n).

## Provenienz
Das Wernigeroder Wappenbuch entstand zwischen 1486 und 1492 in Süddeutschland und war ehemals im Besitz der schwäbischen Familie Schaffhauser aus Schaffhausen im Ries, später der Fürst zu Stolberg-Wernigerodeschen Bibliothek. Wegen gravierender wirtschaftlicher Schwierigkeiten aufgrund der Weltwirtschaftskrise wurden 444 wertvolle Handschriften und Bücher der Stolberg-Wernigerodeschen Bibliothek an die Antiquare Rosenthal (München) und Hiersemann (Leipzig) verkauft. Das Wernigeroder Wappenbuch kam dadurch 1931 in den Besitz des Münchner Heraldikers Otto Hupp. Nach seinem Tod 1949 erwarb die Bayerische Staatsbibliothek die Handschrift.

## Inhalt
Das erhaltene Wappenbuch ist Band 1 eines ehemals zweibändigen Werkes. Ein dritter Band mit dem Namensregister zu den Bänden 1 und 2 befindet sich heute als Fürstlich Stolberg-Wernigeroder Depositum in der Universitäts- und Landesbibliothek Sachsen-Anhalt (UuLB Zi 33).
Der erste Band enthält eine einheitlich angelegte Zusammenstellung von etwa 1870 Familien- sowie wenigen Stadt- und Landeswappen des Reiches, europäischer und orientalischer Länder mit Namensnennung in kolorierter Federzeichnung. Es zeigt verschiedene Wappen in absteigender Rangreihenfolge, beginnt aber zuerst mit einer Reihe von rein fiktiven bzw. symbolischen Wappen, wie dem Wappen Gottes, von Jesus Christus, vom Tod etc.
Der nicht erhaltene zweite Band enthielt 1352 Wappen.

Beispielseiten des Wernigeroder Wappenbuches
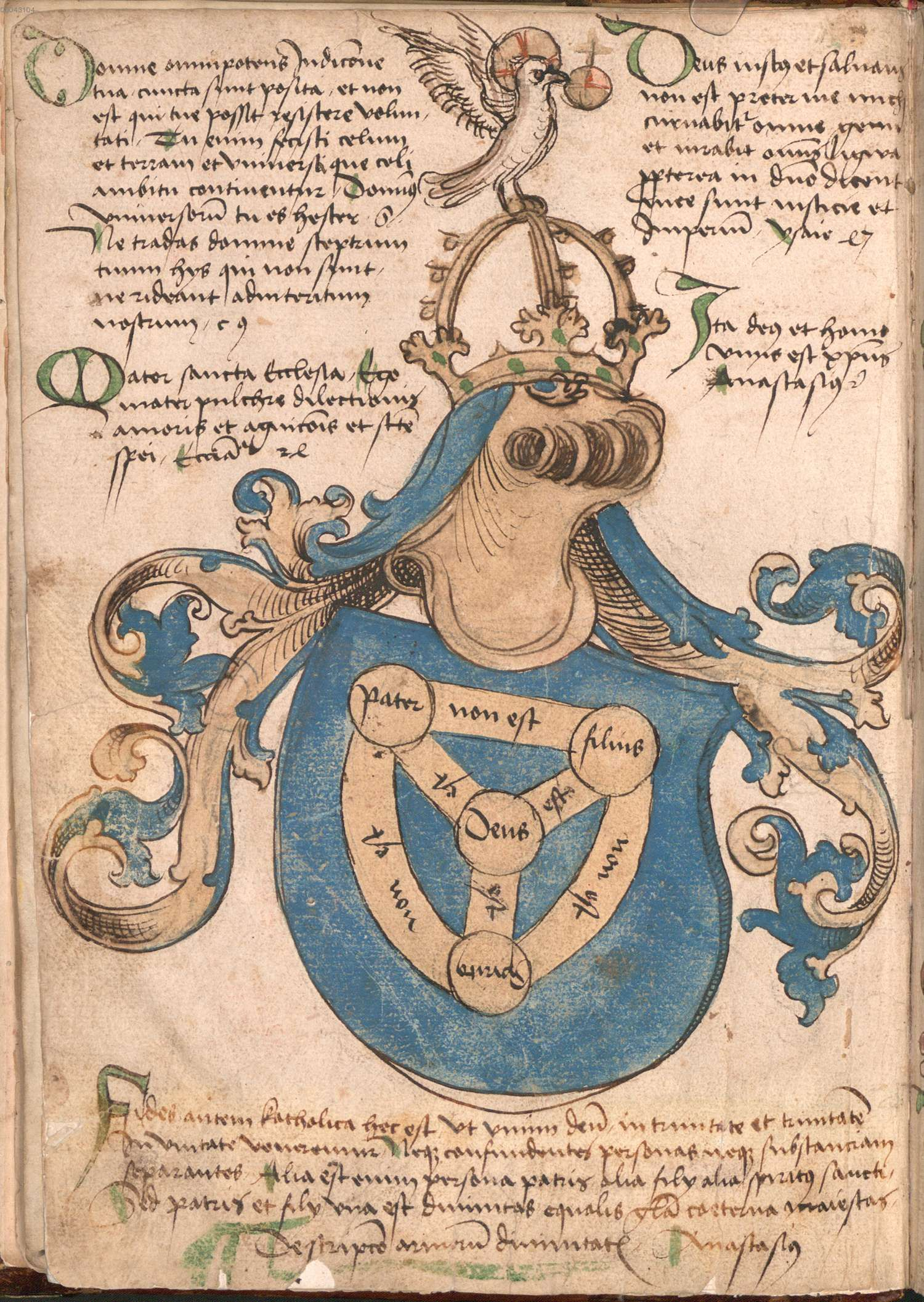
Seite 10
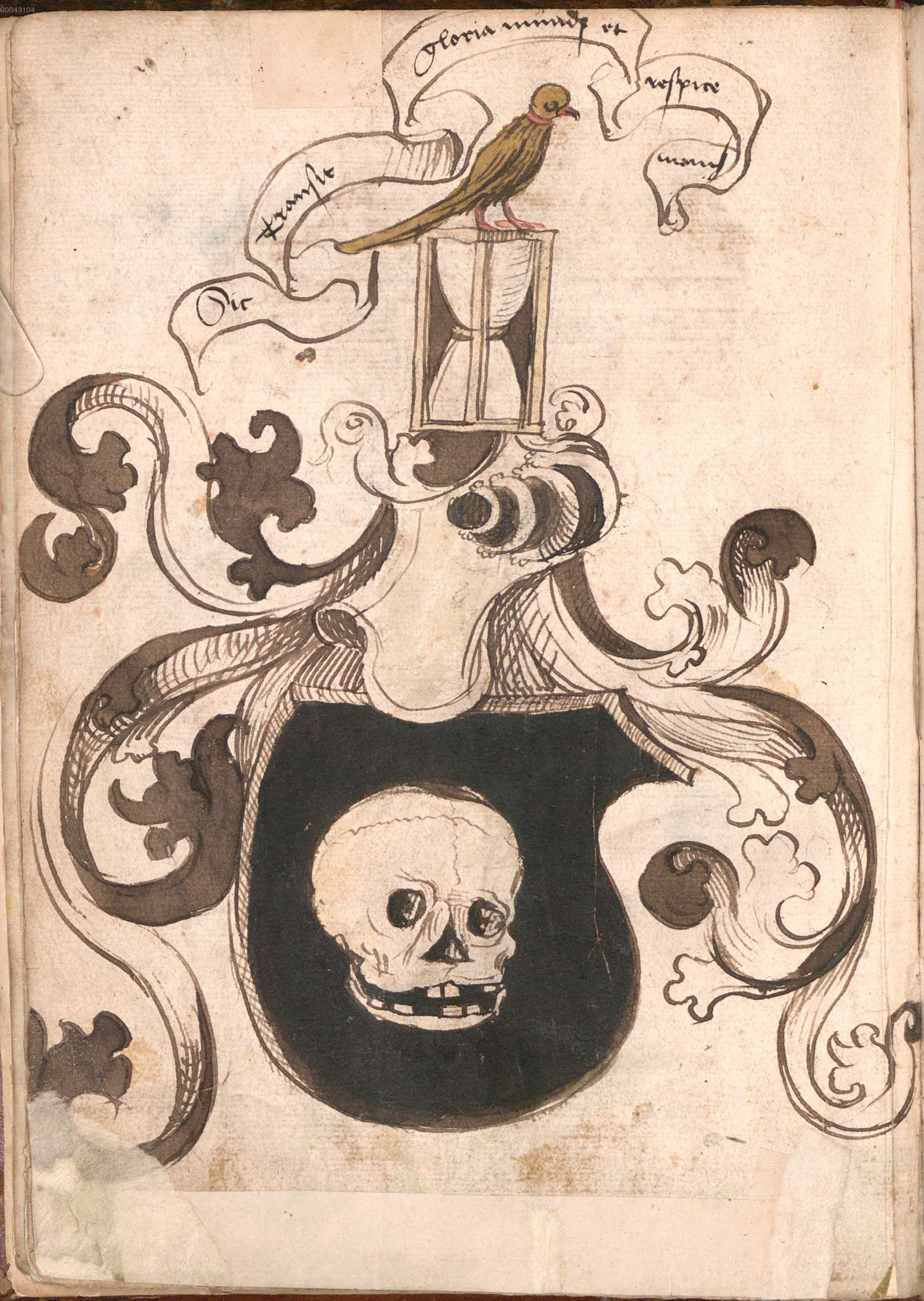
Seite 14
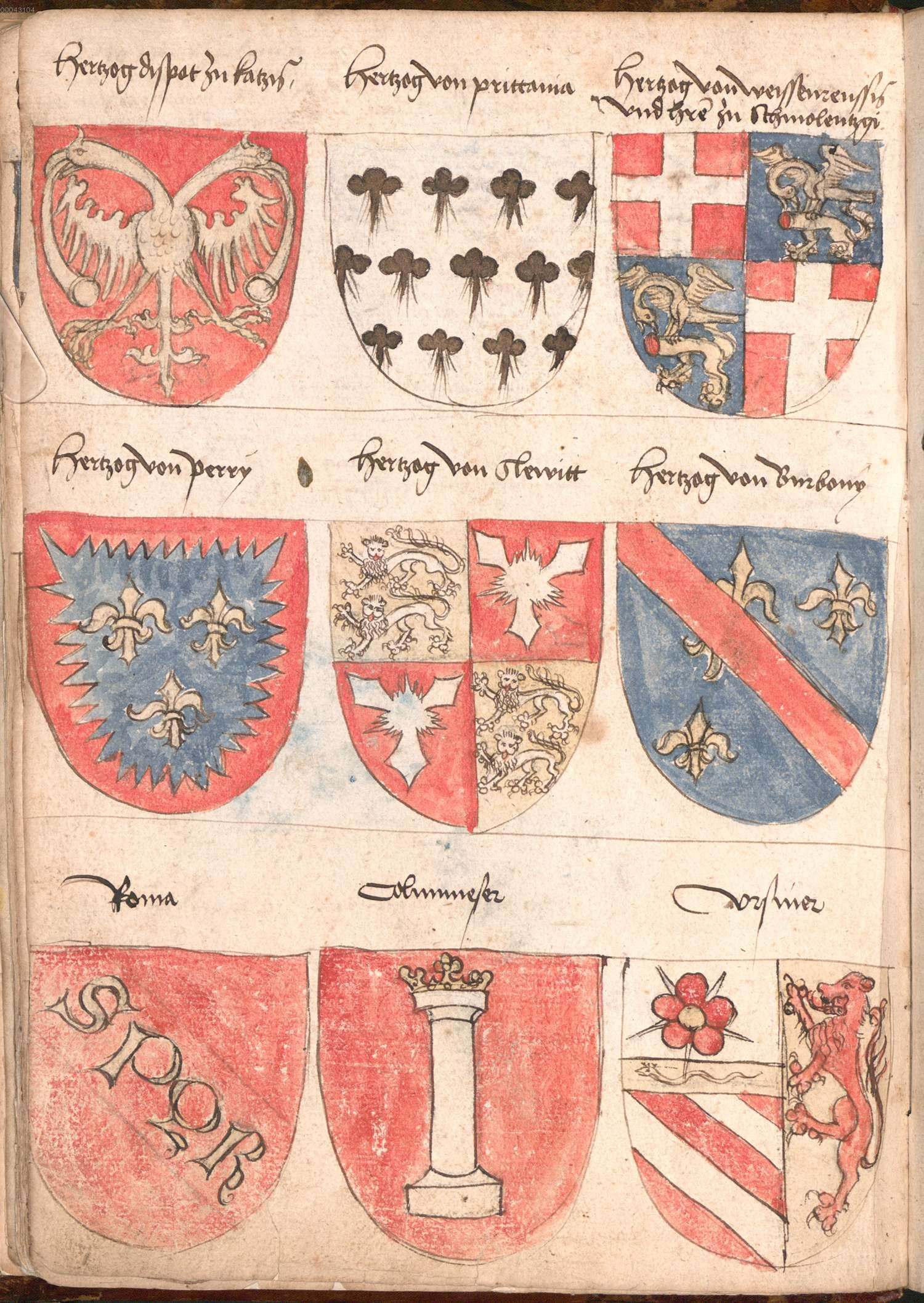
Seite 30:
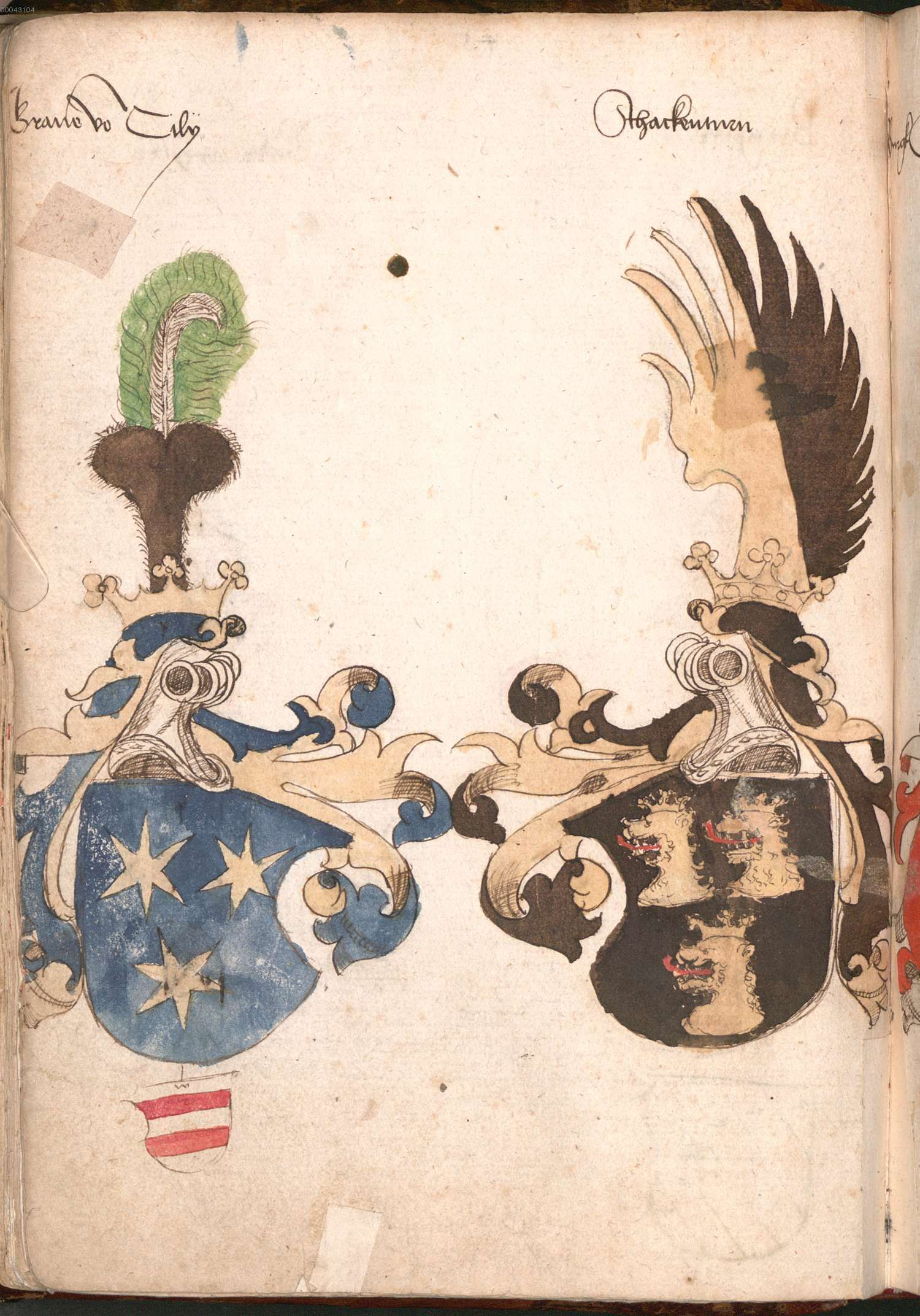
Seite 96
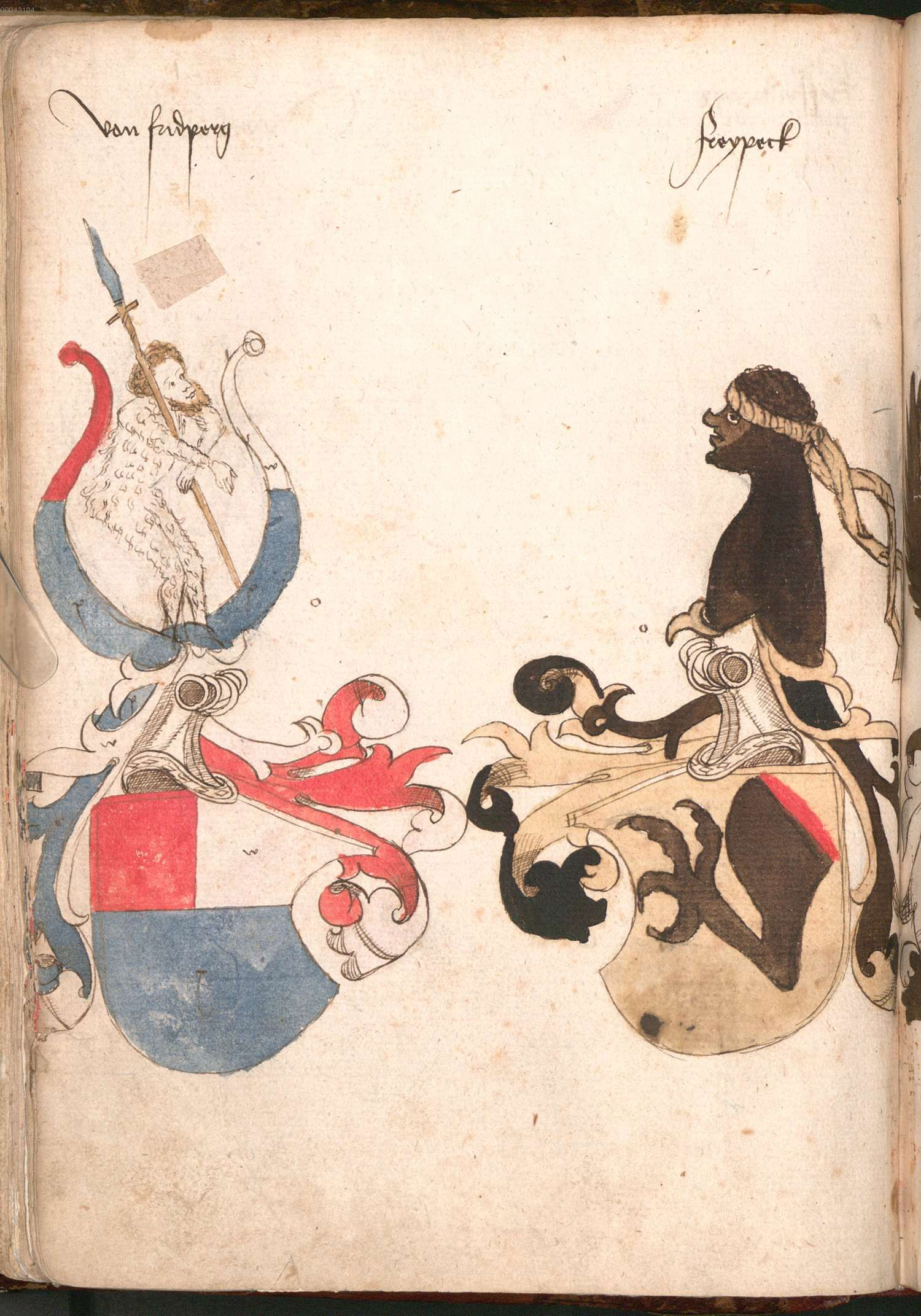
Seite 104
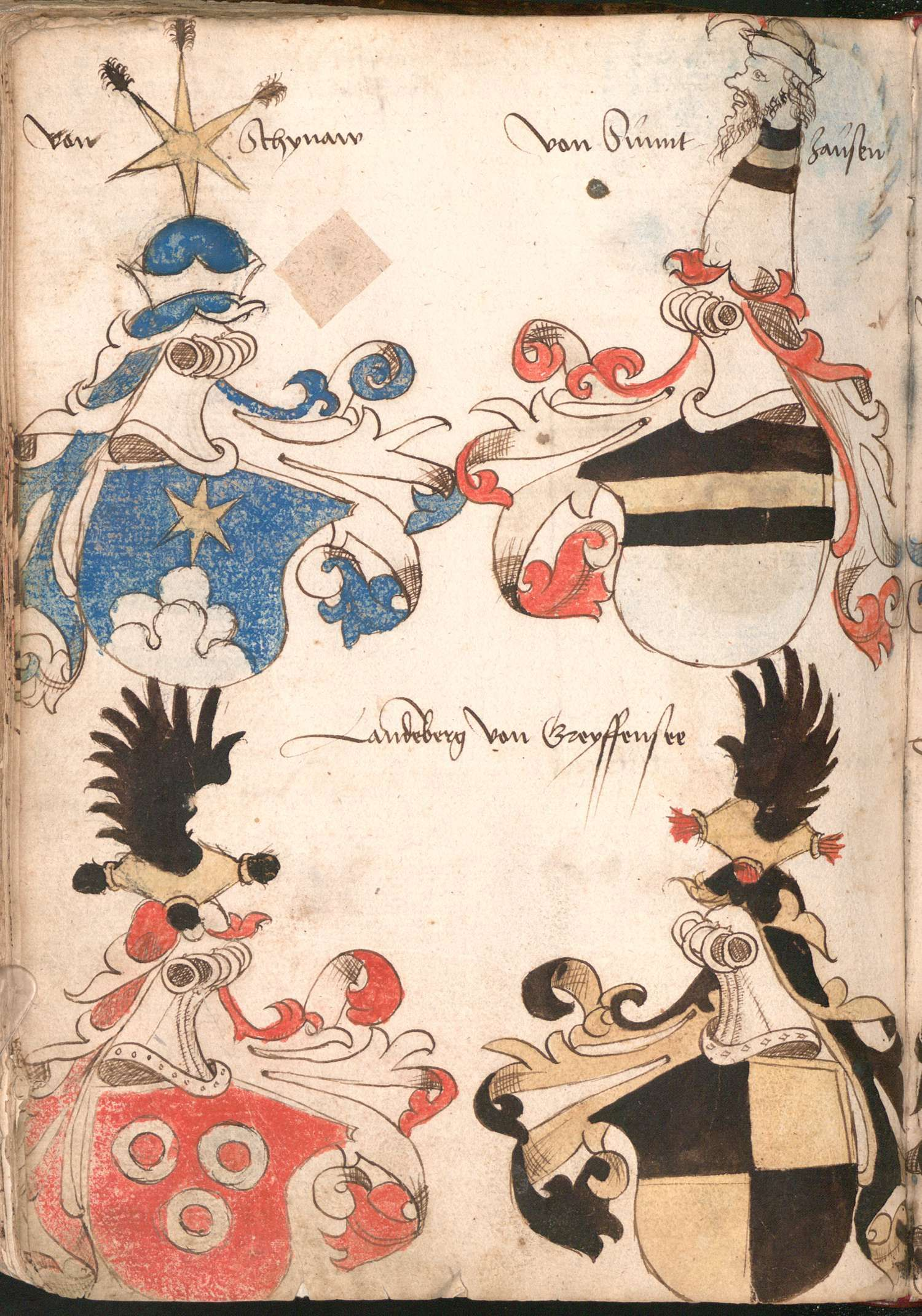
Seite 304
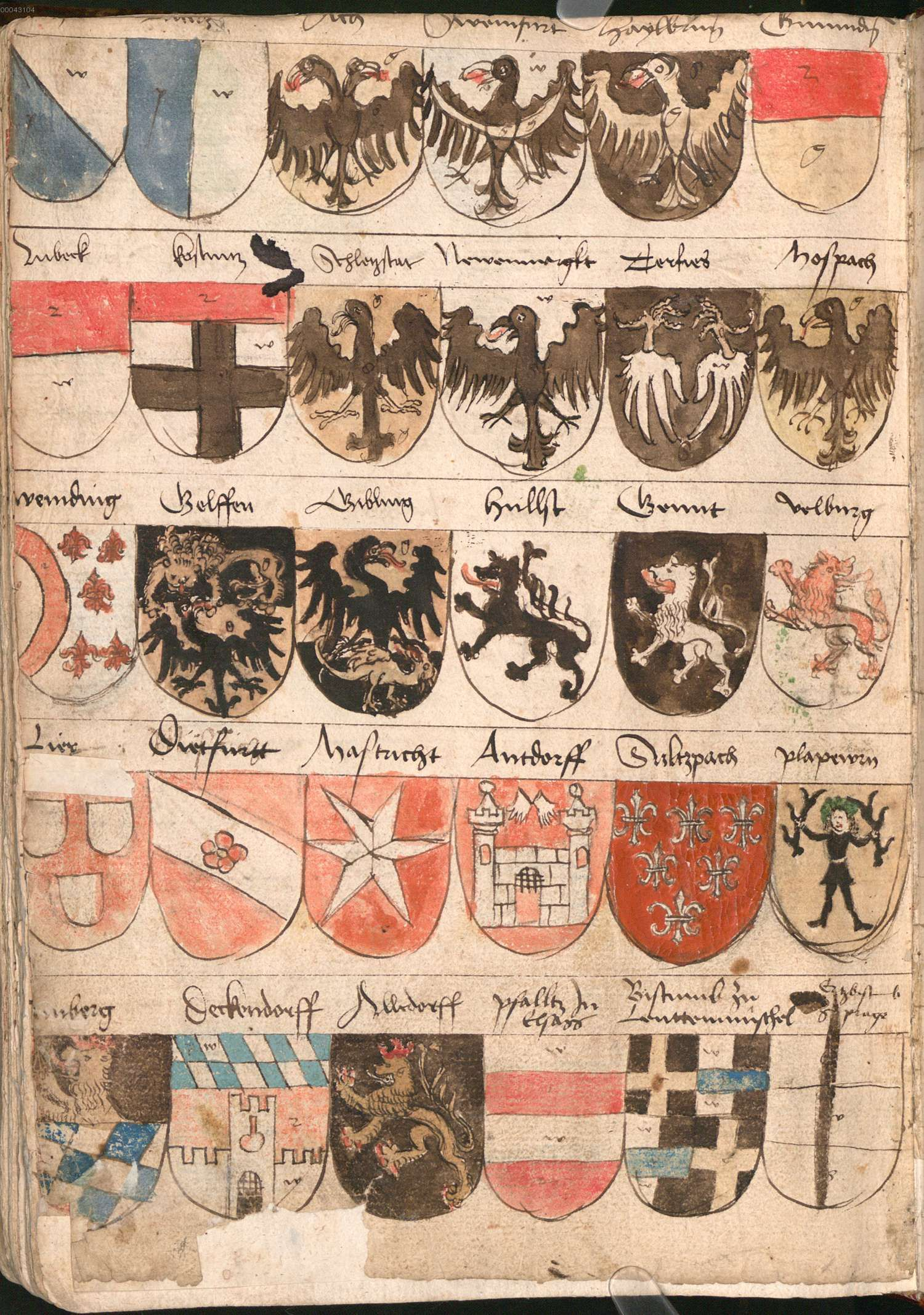
Seite 514